# Elementární částice
Elementární částice (též fundamentální nebo základní částice) je ve fyzice částice hmoty, jejíž vnitřní struktura je neznámá, a není tedy známo, zda se skládá z jiných částic. Elementární částice standardního modelu se dělí na základní fermiony (kvarky, leptony a jejich antičástice) a základní bosony (výměnné bosony a Higgsův boson).
S myšlenkou nedělitelných částic přišel již ve starověkém Řecku filozof Démokritos a další atomisté. Představa atomu (z řeckého „nedělitelný“) znovu ožila zejména v 19. století, kdy se na ní formovaly základy vědecké chemie. V první třetině 20. století pak bylo zjištěno, že atomy jsou tvořeny z elektronů, protonů a neutronů. V té době se však zároveň formovala teorie o kvantech, která radikálně změnila naše chápání elektromagnetického záření a na jejímž základě vznikla kvantová mechanika. Ta umožnila teoreticky popsat a experimentálně ověřit existenci nových elementárních částic. Později byla odhalena i kvarková struktura hadronů, u kterých se proto elementárnost posunula o úroveň níže – na kvarky.
Podle současných představ, tedy v souladu s experimentálně ověřenými modely, jsou elementární částice považovány za bodové částice bez vnitřní prostorově rozložené struktury, i když některé částicové teorie, jako např. teorie strun, nenulovou velikost či vnitřní strukturu předpokládají.

## Částice standardního modelu
Standardní model je v současnosti všeobecně uznávaná teorie částic a elektromagnetické, slabé a silné interakce. Obsahuje dva druhy základních částic hmoty – kvarky a leptony, vyskytující se ve třech generačních variantách. Ke každé částici hmoty přísluší odpovídající antičástice. Základním interakcím odpovídají intermediální částice (např. foton elektromagnetické interakci) a v roce 2013 objevené a potvrzené Higgsovy částice. Základní částice hmoty, tedy kvarky a leptony, jsou všechny fermiony, intermediární částice jsou všechny bosony.

### Stavební částice hmoty

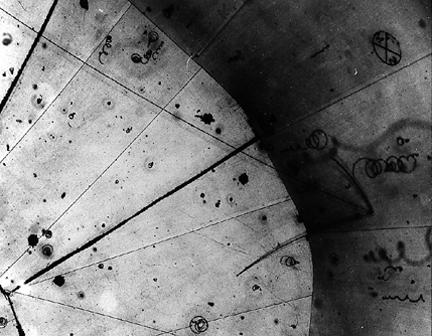
První pozorování neutrina

- Leptony jsou elektron a neutrino, každý ve třech generačních variantách (elektron, mion a tauon; a neutrino elektronové, mionové a tauonové). Každý lepton má svou antičástici, v případě elektronu je to pozitron. Leptony nemají podle současného poznání vnitřní strukturu. Všechny podléhají slabé interakci. Elektron, mion a tauon mají stejný jednotkový elektrický náboj a interagují elektromagneticky.

Rozdělení kvarků a jejich vlastnosti

- Kvarky jsou stavební částice hadronů (např. protonu nebo mezonů). Existuje jich šest (každý se svým antikvarkem), stejně jako u leptonů ve třech generacích. Podléhají všem známým základním interakcím (silná, slabá, elektromagnetická). Jejich elektrický náboj je −1/3, nebo +2/3 náboje elektronu. Kvarky se za běžných okolností nikdy nevyskytují samostatně, ale vždy ve složitějších objektech z více než jednoho kvarku. Vzhledem k tomu má tvrzení o existenci kvarků jako částic dosti specifický význam (blíže viz asymptotickou volnost kvarků).

### Částice interakcí
- Intermediární částice zprostředkovávají interakce. Elektromagnetickou sílu přenáší foton. Slabou sílu zprostředkovávají tři částice bosonů W+, W− a Z0 a silnou sílu osm typů gluonu.

- Higgsův boson je částice Higgsova pole. Toto pole ve standardním modelu způsobuje nenulovou hmotnost částic W+, W− a Z0.

## Teorie mimo standardní model
Přestože experimentální důkazy potvrzují předpoklady standardního modelu, mnoho fyziků tento model považuje za nedostatečný, protože obsahuje množství neurčitých parametrů, množství základních částic a jiné více teoretické úvahy jako hierarchický problém. Existuje několik spekulativních teorií mimo standardní model, které se pokoušejí odstranit tyto nedostatky.

### Velké sjednocení
Je rozšířením standardního modelu, které se pokouší o sjednocení elektroslabé a silné síly do jedné velké sjednocené teorie (GUT). Taková síla by se spontánně rozpadala na tři síly způsobem podobným Higgsově mechanismu. Důležitým předpokladem velkého sjednocení je předpovídaná existence X a Y bosonů, způsobujících rozpad protonů. A protože dosud v žádném experimentu takový protonový rozpad nebyl pozorován, tento předpoklad vylučuje nejjednodušší GUT včetně SU(5) a SO(10).

### Supersymetrie
Supersymetrie rozšiřují standardní model přidáním další třídy symetrií k Langrangeově funkci. Tyto symetrie zaměňují fermionové částice za bosonové. Tato symetrie předpokládá existenci supersymetrických částic, tzv. sparticles, které zahrnují sleptony, skvarky, neutralina a chargina. Všechny částice standardního modelu by měly mít tzv. superpartnera – tj. částici, jejíž spin by se lišil o ½. Díky rozpadu supersymetrie jsou sčástice mnohem těžší než jejich běžní příbuzní, dokonce tak těžké, že současné urychlovače částic nejsou dostatečně výkonné, abychom je zaznamenali. Přesto někteří fyzikové věří, že sčástice zpozorují ve Velkém hadronovém urychlovači v CERNu.

### Teorie strun
Teorie strun představuje fyzikální model, ve kterém lze všechny částice tvořící hmotu popsat jako struny (velikosti cca Planckovy délky). Tyto struny vibrují různými frekvencemi, což určuje hmotnost, elektrický náboj, barevný náboj a spin. Struny mohou být otevřené (jako úsečka) nebo uzavřené ve smyčce. Byl nalezen i strunný kandidát pro graviton, tedy dosud hypotetické kvantum gravitačního pole. Jako teorie superstrun se pak označují strunové teorie obsahující supersymetrii a předpovídající supersymetrické partnery známých částic hmoty i pole. Různé varianty teorie superstrun i teorie supergravitace se jeví jako limitní případy obecnější M-teorie, která pracuje se strunnými i vícerozměrnými objekty (p-bránami, kde 1-bránou je struna, 2-bránou dvourozměrný objekt – membrána apod.) existujícími v 11rozměrném časoprostoru.

### Technicolor
Technicolor teorie se pokoušejí upravit standardní model jen minimálně, a to přidáním nové interakce (síly) podobné QCD. To znamená přidání nové teorie tzv. technikvarků interagujících prostřednictvím technigluonů. Hlavní myšlenkou teorie je, že Higgsův boson není elementární částice, ale vázaný stav těchto objektů.

## Navrhované částice za hranicemi standardního modelu
Předpokládá se, že obdobně jako u ostatních interakcí existuje intermediární boson odpovídající gravitaci. Označuje se graviton a teoreticky jsou předpovězeny některé jeho vlastnosti. Zatím pro graviton neexistují žádné experimentální důkazy a neexistuje ani kvantová teorie gravitace. Je možné, že gravitony bude vysvětlovat některá z teorií, které jsou v současnosti předmětem výzkumu (např. teorie superstrun/M-teorie). Supergravitační unitární teorie pole předpokládá částice s názvem gravitino. Gravitina jsou kvanta kalibračního pole, je superpartnerem gravitonu a má spin 3/2 nebo 5/2. Podobně by měly existovat i fotina, což jsou superpartneři fotonů.
Z navrhované teoreticky lákavé nové symetrie – supersymetrie – plyne existence značného množství částic – superpartnerů současných částic, označovaných podle vzorů např. skvarky, sleptony, sneutrina, nebo nových částic bez partnera jako neutralino apod. Žádná z těchto částic dosud nebyla experimentálně nalezena, ale předpokládá se, že některé by mohly být v blízké budoucnosti v dosahu experimentální fyziky (např. na urychlovači LHC).

## Bosony a fermiony
Jedním ze základních rozdílů mezi částicemi je jejich chování ve vícečásticových systémech. Toto chování rozděluje částice na dvě třídy – bosony a fermiony. Rozdíly se projevují ve statistickém chování (tím se myslí chování velkého množství částic jako souboru), (anti)symetričnost vlnové funkce více částic, zda splňují Pauliho vylučovací princip a jejich kreační operátory vyhovují (anti)komutačním relacím, a spinu. Tyto rozdíly spolu vzájemně souvisejí.
- Fermiony mají poločíselný spin (±1/2, ±3/2, ±5/2 atd.), antisymetrickou vlnovou funkci více částic, splňují Pauliho vylučovací princip a jejich kreační operátory vyhovují antikomutačním relacím. Jejich chování určuje Fermiho–Diracova statistika. Jejich zástupcem jsou například leptony, kvarky a baryony (např. proton).

- Bosony mají celočíselný spin (0, ±1, ±2 atd.), symetrickou vlnovou funkci více částic, nesplňují Pauliho vylučovací princip a jejich kreační operátory vyhovují komutačním relacím. Jejich chování určuje Boseho-Einsteinova statistika. Jejich zástupcem jsou například mezony a intermediární částice.

## Terminologie
Označení elementární částice má specifické problémy. Přívlastek elementární znamená doslova základní. Běžně se s tím spojují další vlastnosti – dále nedělitelný, bez vnitřní struktury. Ovšem s vývojem poznání se několikrát ukázalo, že částice považované za základní mají vnitřní strukturu a skládají se z částic ještě základnějších. Hadrony (např. proton nebo neutron) byly dlouho považovány za nedělitelné, ale standardní model ukazuje, že se skládají z kvarků. Při doslovném výkladu tedy to, které částice jsou elementární, závisí na aktuálním stavu poznání.
Takové označení je ale v praxi krajně nevhodné, a tak se s označením elementární částice drží nejen současný obsah (základní částice standardního modelu), ale i poněkud historický obsah, odpovídající významu elementární před přijetím teorie kvarků. Takové použití elementární částice je potřeba chápat jen jako označení, nikoli jako tvrzení autora, že tyto částice jsou bez vnitřní struktury. (Podobně se užívá název atom, což doslova znamená nedělitelný.)
Někteří autoři dále pod pojem elementární částice zahrnují i více či méně spekulativní „budoucí“ obsah. To se týká gravitonu a někdy i superpartnerů.

## Úplný přehled
Úplný přehled všech objevených subjaderných částic (elementárních částic v širším slova smyslu), tedy včetně hadronů (i rezonancí), a jejich vlastností i o výsledcích experimentálního hledání částic hypotetických zpracovává a aktualizuje mezinárodní sdružení Particle Data Group ve svém přehledu The Review of Particle Physics.